# Markthalle XI
Die Markthalle XI, nach ihrer Lage am Marheinekeplatz auch Marheineke-Halle genannt, ist eine von ehemals 14 Städtischen Markthallen in Berlin, die Ende des 19. Jahrhunderts in den damaligen Bezirken Berlins errichtet wurden. Sie ersetzten die offenen Märkte auf verschiedenen städtischen Plätzen und garantierten bessere hygienische Bedingungen. Die Markthalle XI in Berlin-Kreuzberg wurde im Jahr 1892 eröffnet. Am Ende des Zweiten Weltkriegs wurde sie zu großen Teilen zerstört, danach nur teilweise genutzt. In den 1950er Jahren wurde der zerstörte Teil in modernen Formen aufgebaut. Wegen der überwiegend nicht original erhaltenen Bausubstanz steht dieses Gebäude nicht unter Denkmalschutz.

## Geschichte

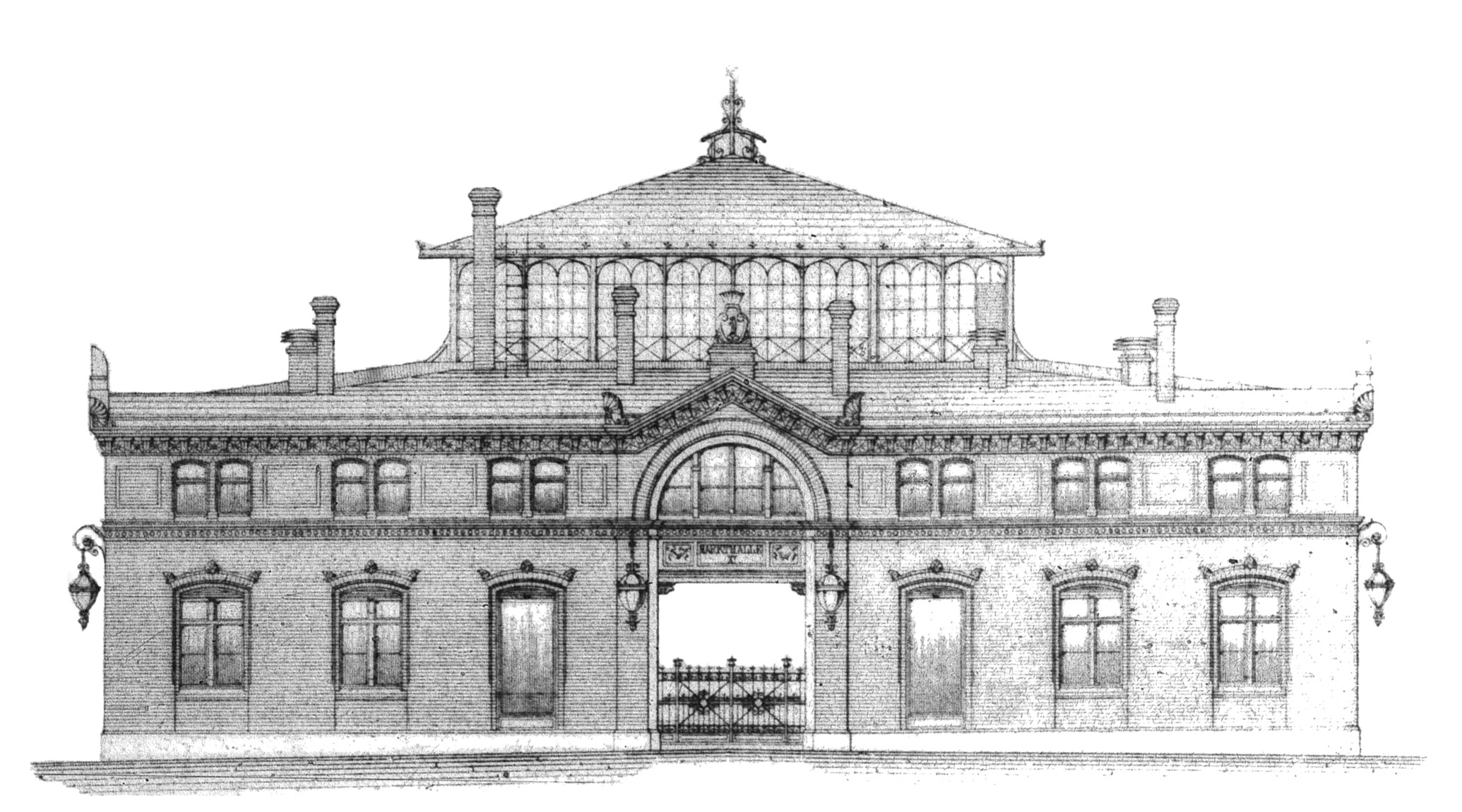
Fassadenzeichnung zum Marheinekeplatz

Die geschlossene Markthalle nach Plänen des Stadtbaurats Hermann Blankenstein unter Mitwirkung des Architekten August Lindemann entstand auf dem Marheinekeplatz in Berlin-Kreuzberg. Sie hatte bei ihrer Eröffnung am 15. März 1892 eine Verkaufsfläche von 2808 Quadratmeter mit 278 kleinen Marktständen für Waren des täglichen Bedarfs.
Im Ersten Weltkrieg, ab 1916, wurde in der Halle eine Suppenküche eingerichtet, in der täglich etwa 15.000 Berliner ein Mittagessen erhielten.
Im Zweiten Weltkrieg wurde der oberirdische Teil der Halle bis auf den westlichen Kopfbau zerstört. Lagerräume im Keller blieben jedoch erhalten. Mit dem Ende des Krieges begannen 22 Händler deshalb in den Kellerräumen wieder mit dem Verkauf von dringend benötigten Lebensmitteln.
Die andere Fläche wurde beräumt und bis um 1950 als Betriebshof einer in Kreuzberg aktiven Trümmerbahn genutzt.
Die Markthändler gründeten 1949 eine Interessengemeinschaft, die sich um den vollständigen Wiederaufbau der Halle kümmerte. 1952 beauftragte die Stadt Berlin als Eigentümer den Architekten Paul Friedrich Nieß mit der Anfertigung eines Entwurfs für einen an die verbliebenen Gebäudereste angepassten Ergänzungsbau. Der Kreuzberger Bürgermeister Willy Kressmann legte schließlich am 26. Februar 1953 den Grundstein für den Wiederaufbau und versenkte in der Kassette die Dokumente des mehrjährigen Papierkrieges gleich mit.

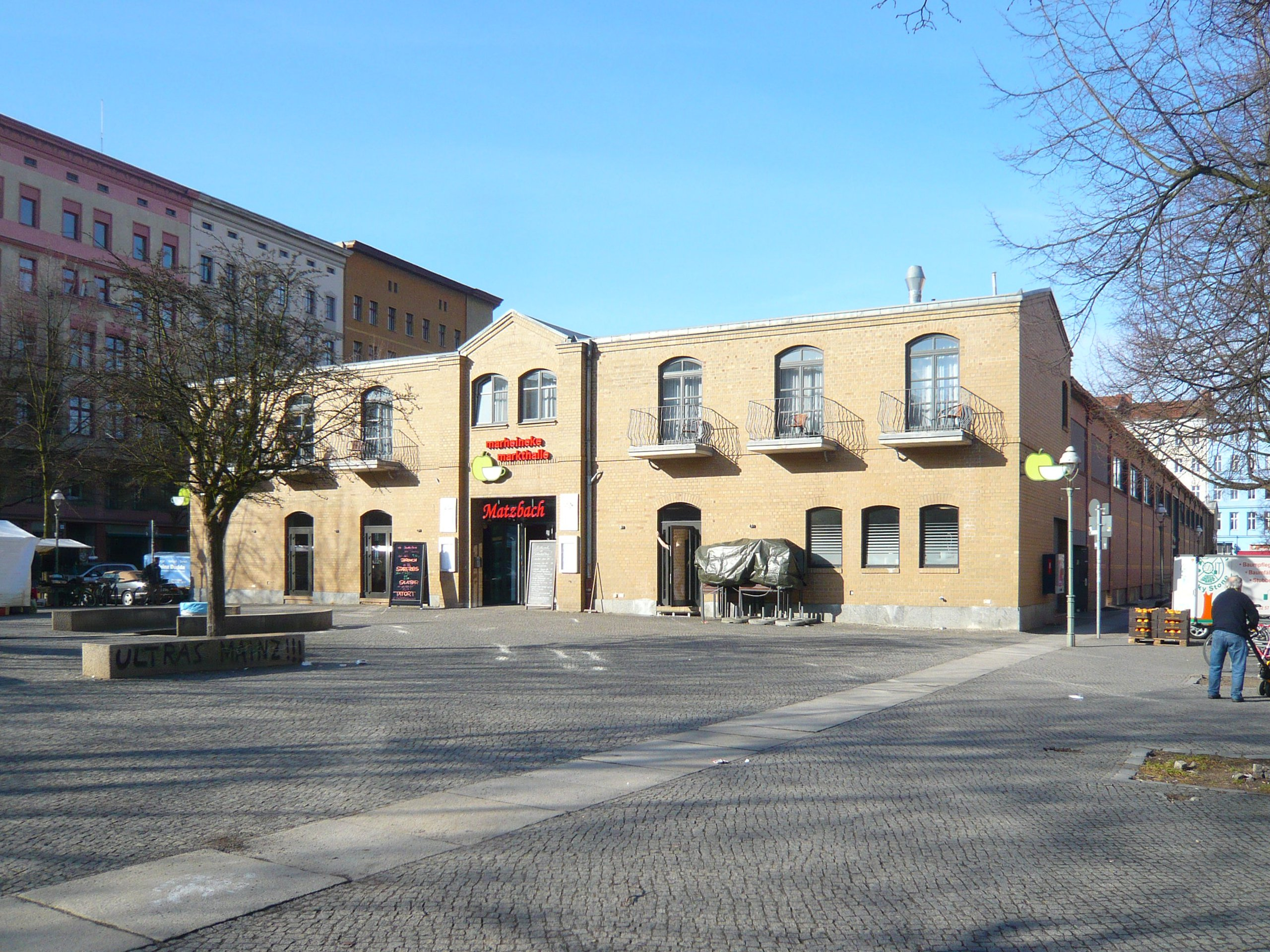
Blick auf die Nordostseite

Im Jahr 1969 wurde die Marheinekehalle an eine am 11. Juni gegründete Markthallen-Verwaltungsgenossenschaft verkauft, die sie seitdem von der Berliner Großmarkt GmbH (BGM) betreiben lässt.
Im Jahr 1998 erfolgte eine umfassende Renovierung. Die Markthallen-Verwaltungsgenossenschaft löste sich 2003 auf, sodass die BGM seitdem Besitzer der Immobilie ist.
Diese historische Halle wurde im Jahr 2007 nach einem völlig neuen Konzept umgestaltet, der östliche Bereich voll verglast und am 1. Dezember des gleichen Jahres bereits wieder eröffnet. Es entstanden 50 Einzelstände für den Handel mit Bioprodukten, ein Spezialitäten-Markt mit italienischen, griechischen, spanischen und arabischen Feinkostangeboten sowie regionalen Besonderheiten aus der Uckermark und kleinere Gastronomiebereiche. Das kommt bei den Bewohnern aus der Umgebung und bei zahlreichen Touristen gut an.

## Architektur-Details

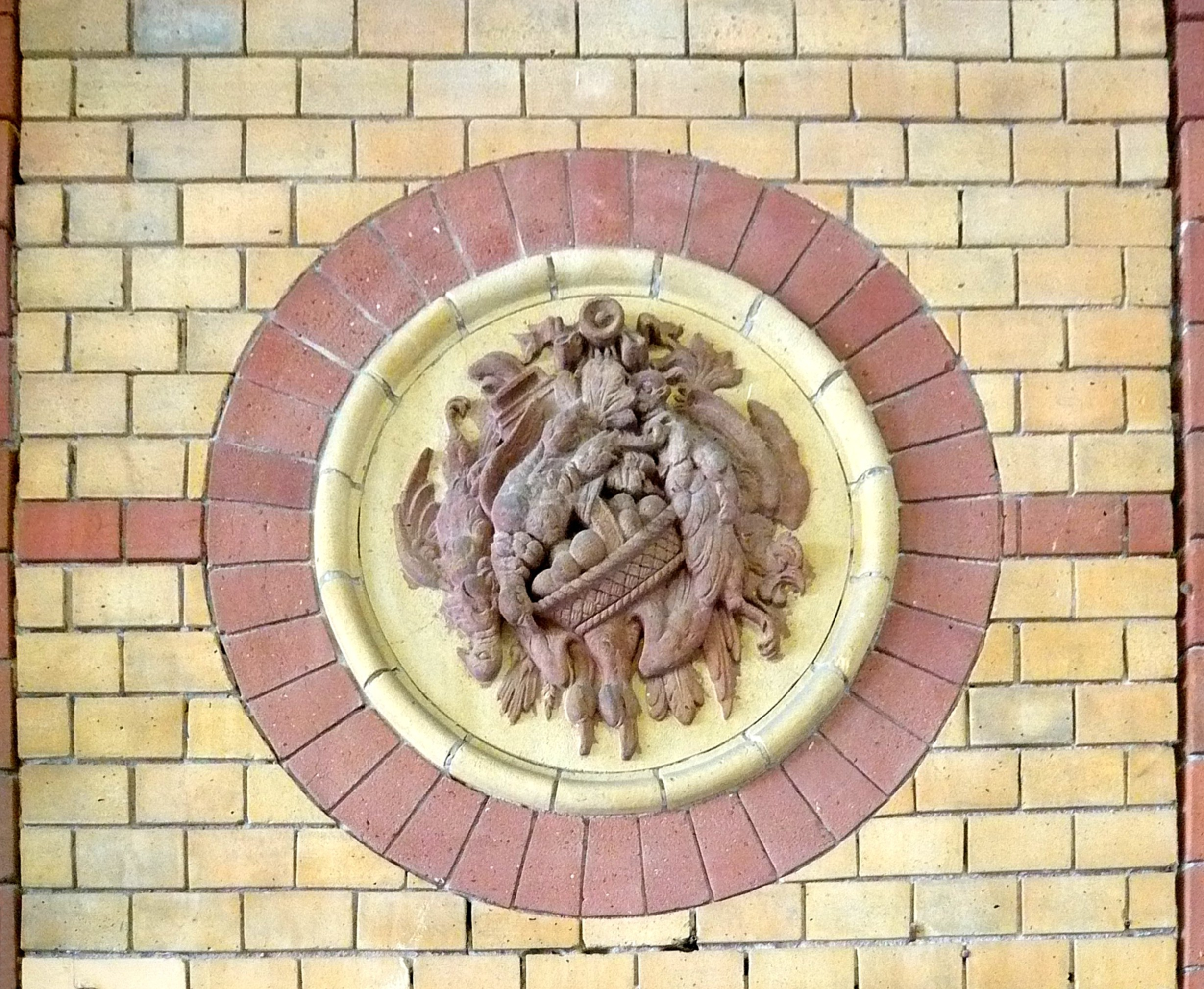
Fassadenschmuck vom Originalbau im Eingangsbereich: Meerestiere und Geflügel

Der Grundkörper der alten Halle besteht aus einem eisernen Trägersystem, das ein Mittelschiff mit einem südlich und nördlich angeschlossenen Seitenschiff bildete. Mittig war ein Oberlicht eingefügt. Beidseitig gab es einen überdachten Eingangsbereich, in dessen Seitenwänden Terrakotta-Schmuck mit stilisierten Früchten, Meerestieren oder Blumen auf die Angebote in der Halle verwies. In der Marheineke-Halle sind in dem erhaltenen Kopfbau noch drei Medaillons erhalten. Die Wände bestehen aus unverputzten Backsteinen.
Im Originalzustand befanden sich im westlichen Kopfbau eine Speise- und Trinkhalle, eine Sanitätsstation und weitere Läden. Im Inneren schloss sich eine Küche, eine Pförtnerloge und ein Lagerraum an. Im östlichen Kopfbau gab es einen Polizeiposten und weitere Läden. An der inneren Stirnwand waren Toiletten für Männer und Frauen angeordnet. Beim Wiederaufbau entfiel das Oberlicht und das südliche Seitenschiff.

## Aktuelle Nutzungen

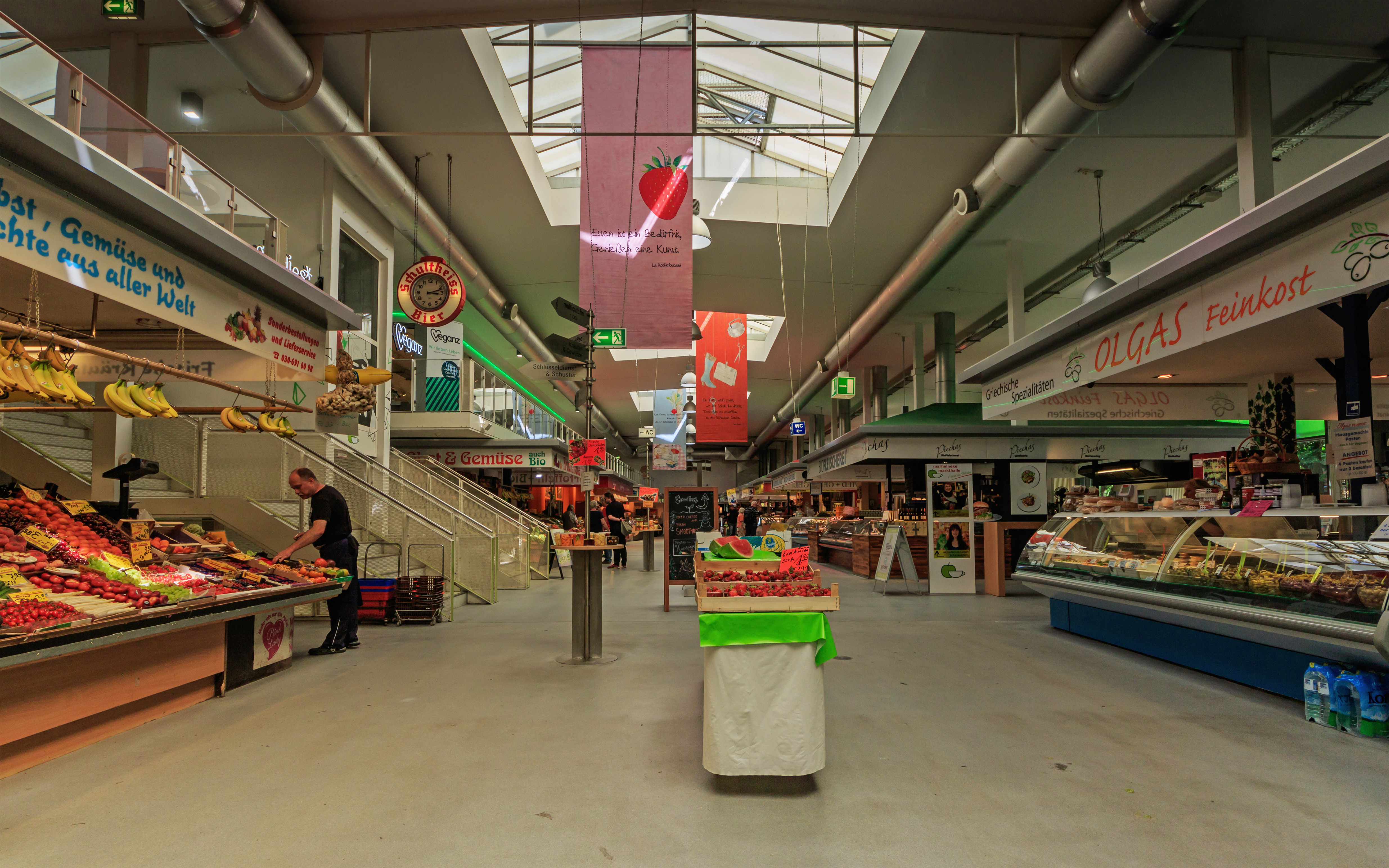
Das Innere der Halle, Juni 2017

Täglich gibt es in der Halle vor allem saisonale Lebensmittelangebote aus Berlin/Brandenburg. Das Kundeninteresse an den Produkten des Fleischer- und Bäckerhandwerks sowie der Molkereien, Gemüsebauern oder Blumenzüchter aus regionaler Herkunft ist groß. Das Markthallenkonzept beinhaltet auch Imbissstände sowie höherwertige Gastronomie. In den Seitengängen haben sich kleine Dienstleister wie Schlüsseldienst, Schuhmacher, Copyshop oder ein Buchladen etabliert. Die Betreiber bezeichnen ihr Konzept als „ausgewogene Mischung aus Tradition und Innovation“. Der nördliche Baukörper der Halle ist zweigeschossig, auf der Galerie können die Besucher im Kunstmarkt Kreuzberg verweilen, der mit wechselnden Ausstellungen lockt. Beispielsweise gab es im März/April 2012 eine Ausstellung mit Werken des Künstlers Ralph Stabbert zum Thema Fischwerkstatt fischt frische Fische. Eine weitere längerfristige Ausstellung vom Januar bis Dezember 2012 zeigte Werke der italienischen Malerin Tulino („Tulino in Mostro“). Außerdem hat seit 2010 der Berliner Hörfunksender Multicult.fm im westlichen Bereich auf der Galerie ein Studio eingerichtet.
Im Januar 2014 wurde auf der Empore das nach Kurt Mühlenhaupt benannte Museum Berlin (MMBK/Browse Gallery) eröffnet. Bis zum Jahr 2015 fanden wechselnde Ausstellungen zur Kreuzberger Kunst-/Literaturszene der 1950er bis frühen 1970er Jahre statt. Die letzten Ausstellungen widmeten sich den Künstlern der Galerie Zinke und in der Folge wurden Werke der Berliner Malerpoeten präsentiert. Die Ausstellung des Jahres 2017, kuratiert von Eckhard Siepmann, steht unter dem Motto KreuzbergDada – 100 Jahre Grosz-Heartfield-Concerns 1915–1920.
Gemeinsam mit verschiedenen Handwerkerinnungen werden über das Jahr zusätzliche Aktionen im Mittelgang der Halle durchgeführt. Dazu gehört seit 2009 auch der Berlin-Brandenburger Käsekuchen-Wettbewerb mit wachsender Beteiligung sowohl der Konditoren als auch der Besucher der Halle.
Die Halle ist von vier Seiten zugänglich; die Haupteingänge befinden sich in der Zossener Straße sowie gegenüber der Friesenstraße. Die BGM gibt an, dass zwischen 5000 und 7000 Besucher täglich in die Marheineke-Halle kommen.

## In der Umgebung

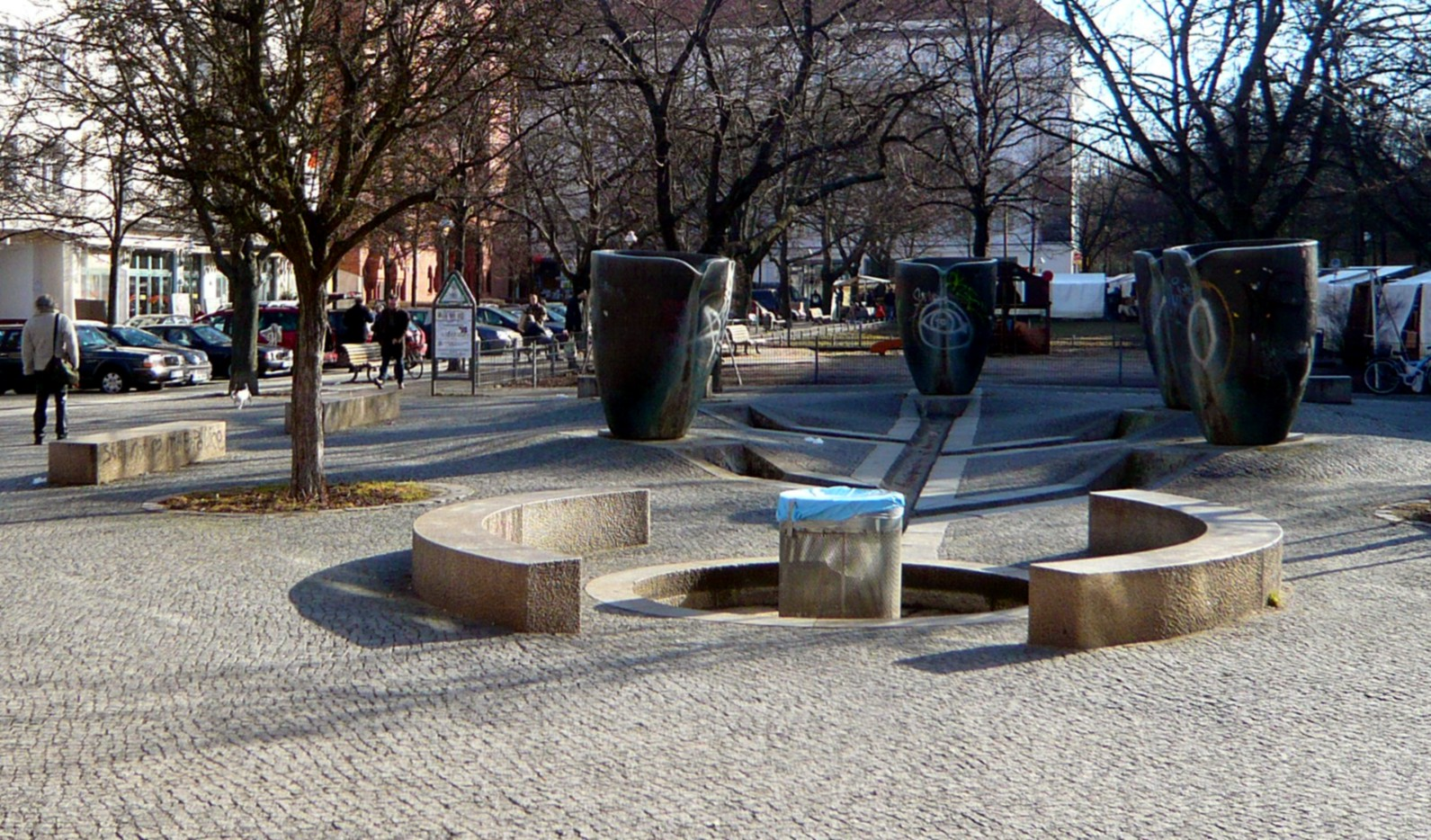
Brunnenelemente auf dem Marheinekeplatz

- Auf der östlichen Eingangsseite gestaltete man im Jahr 1990 einen Vorplatz mit modernen Elementen als Brunnenanlage. Diese öffentliche Anlage geht auf das Engagement der Bewohner des Kiezes zurück, die per Bürgerbegehren ein „kommunikatives Zentrum mit Wasserspiel und Verweilmöglichkeiten“ auf dem Platz forderten. Das Bezirksamt schrieb deshalb einen Künstlerwettbewerb aus, den der Berliner Bildhauer Paul Pfarr mit dem Entwurf Fünf-Wasser-Tiegel gewann. Nach seinen Plänen wurden auf kleinen künstlich errichteten Hügeln fünf überdimensionale, 1,90 Meter hohe aus Bronze gegossene Tiegel aufgestellt. Aus ihnen strömt Wasser, das wegen einer leichten Neigung zur gemeinsamen Mitte, über darunter ebenerdig angeordnete aus Granit geformte Kanäle, sich in einem zentralen Kanal sammelt und in einem kreisrunden granitenen Bassin (Durchmesser 3 Meter) verschwindet. Mittels Umwälzpumpen gelangt das Wasser wieder in die Tiegel. Um die Anlage, die sich aus der Luft wie ein aus einem Kreis sprießender liegender Zweig darbietet, wurden Ruhebänke aufgestellt. Die gesamte Brunnenanlage belegt eine Fläche von 7,50 Meter × 18,50 Meter.[9]

- Der westliche Eingang liegt in der Zossener Straße und ist zu Fuß in wenigen Minuten vom U-Bahnhof Gneisenaustraße zu erreichen.

- Außer im Winter findet auf dem Marheinekeplatz, unmittelbar anschließend an die Markthalle, jedes Wochenende ein gut besuchter Flohmarkt statt.[10]